# Ermenonville
Ermenonville ist eine französische Gemeinde mit 927 Einwohnern (Stand 1. Januar 2022) im Département Oise in der Region Hauts-de-France. Sie gehört zum Arrondissement Senlis und zum Gemeindeverband Pays de Valois.

## Lage
Die Gemeinde Ermenonville liegt am Flüsschen Launette im Regionalen Naturpark Oise-Pays de France, 13 Kilometer südöstlich von Senlis und 45 Kilometer nordöstlich von Paris. 90 % der Gemeindefläche ist von Wald bedeckt (Forêt domaniale d’Ermonville).

## Bevölkerungsentwicklung
| Jahr                       | 1962 | 1968 | 1975 | 1982 | 1990 | 1999 | 2006 | 2013 | 2021 |
| -------------------------- | ---- | ---- | ---- | ---- | ---- | ---- | ---- | ---- | ---- |
| Einwohner                  | 493  | 528  | 604  | 778  | 782  | 830  | 897  | 1001 | 947  |
| Quellen: Cassini und INSEE |      |      |      |      |      |      |      |      |      |

## Sehenswürdigkeiten
- Der bekannte Landschaftspark von Ermenonville wurde zwischen 1766 und 1776 durch den Marquis René Louis Girardin geschaffen. In Erinnerung an Jean-Jacques Rousseau, der hier die letzten sechs Wochen seines Lebens verbrachte und zunächst auf einer Insel innerhalb des Parkes beigesetzt wurde,[1] trägt er den Namen Parc Jean-Jacques-Rousseau. Er ist seit 1939 ein Monument historique[2].
- Das Schloss Ermenonville (Château d'Ermenonville), Monument historique seit 1930[3], ist als Wasserschloss im klassizistischen Stil erbaut. Es schließt mit seinen beiden Seitenflügeln einen Ehrenhof ein, der sich zum Parc Jean-Jacques-Rousseau hin öffnet.
- Die Kirche Saint-Martin, ebenfalls Monument historique (seit 1914)[4], geht zurück auf einen Kirchenbau aus dem 12. Jahrhundert, von dem aber nur wenig erhalten ist. Im Wesentlichen wurde die heutige Kirche zwischen 1534 und 1540 erbaut.
- Königliches Kloster (Abbaye Royale)  mit Klostergarten
- Freizeitpark Mer de Sable (Sandmeer) an einer Binnendüne mit Touristen-Dampfzug
- Lavoir
- Dolmen
- zwei Wassertürme

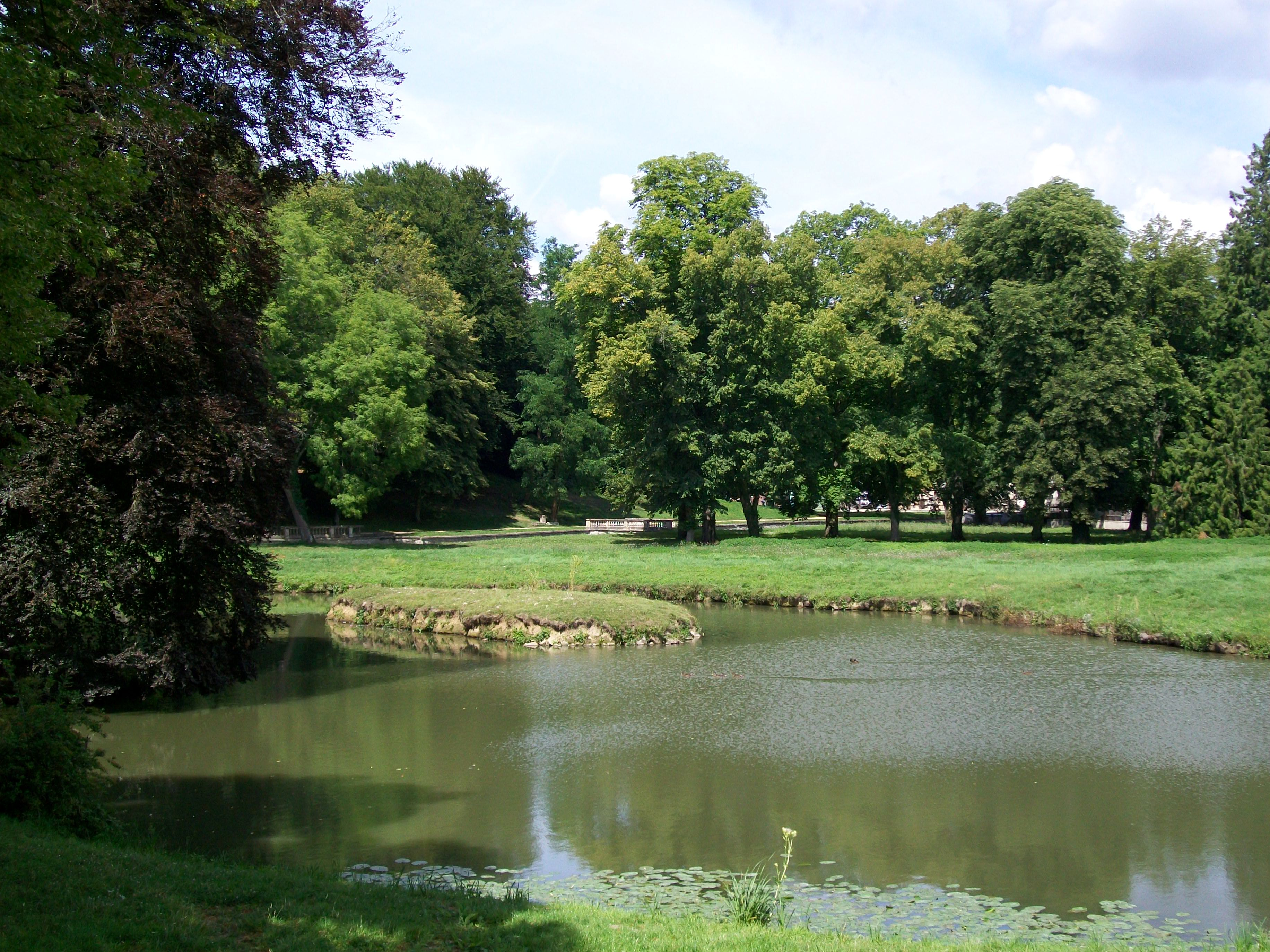
Parc Jean-Jacques-Rousseau
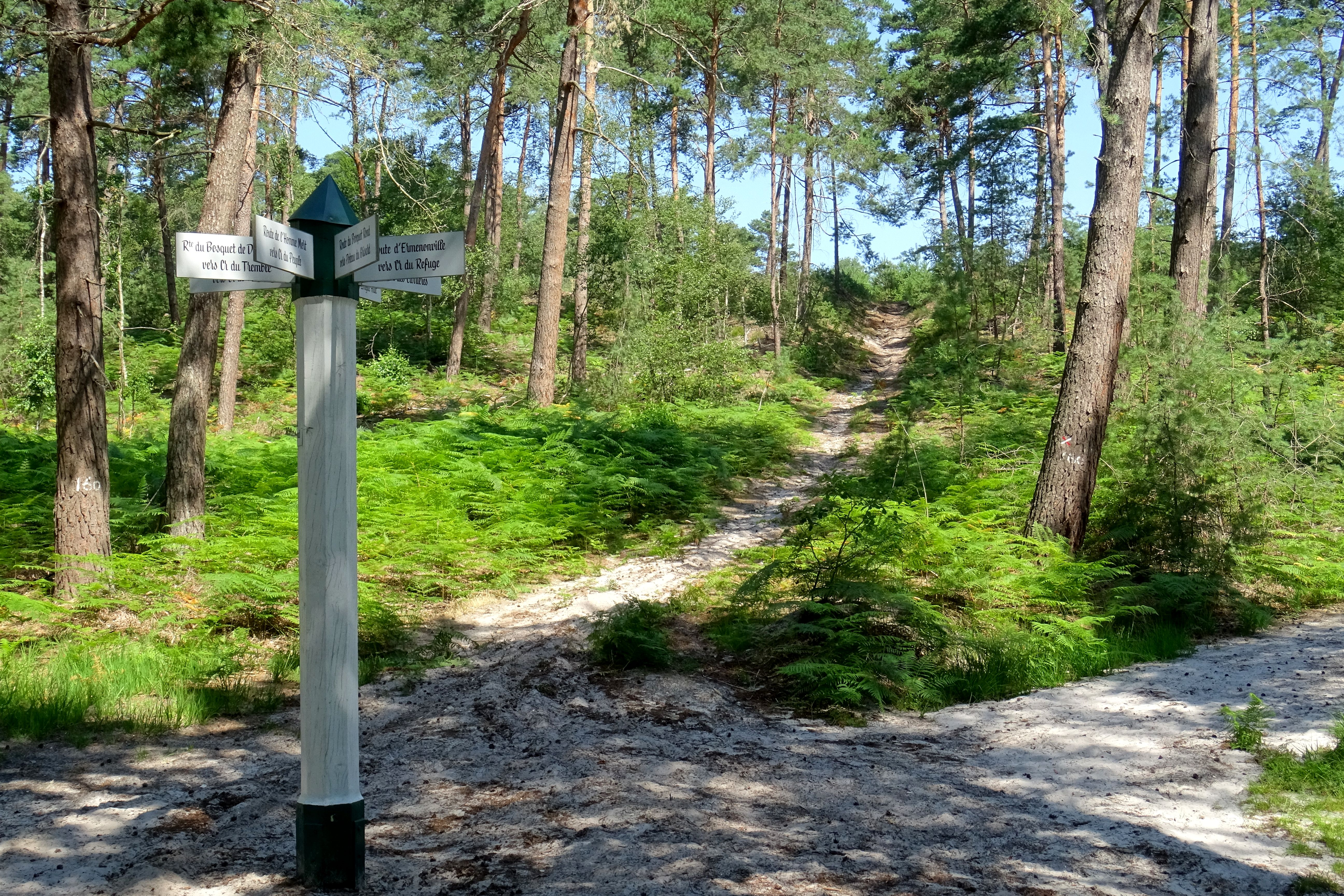
Forêt Domaniale d'Ermonviller
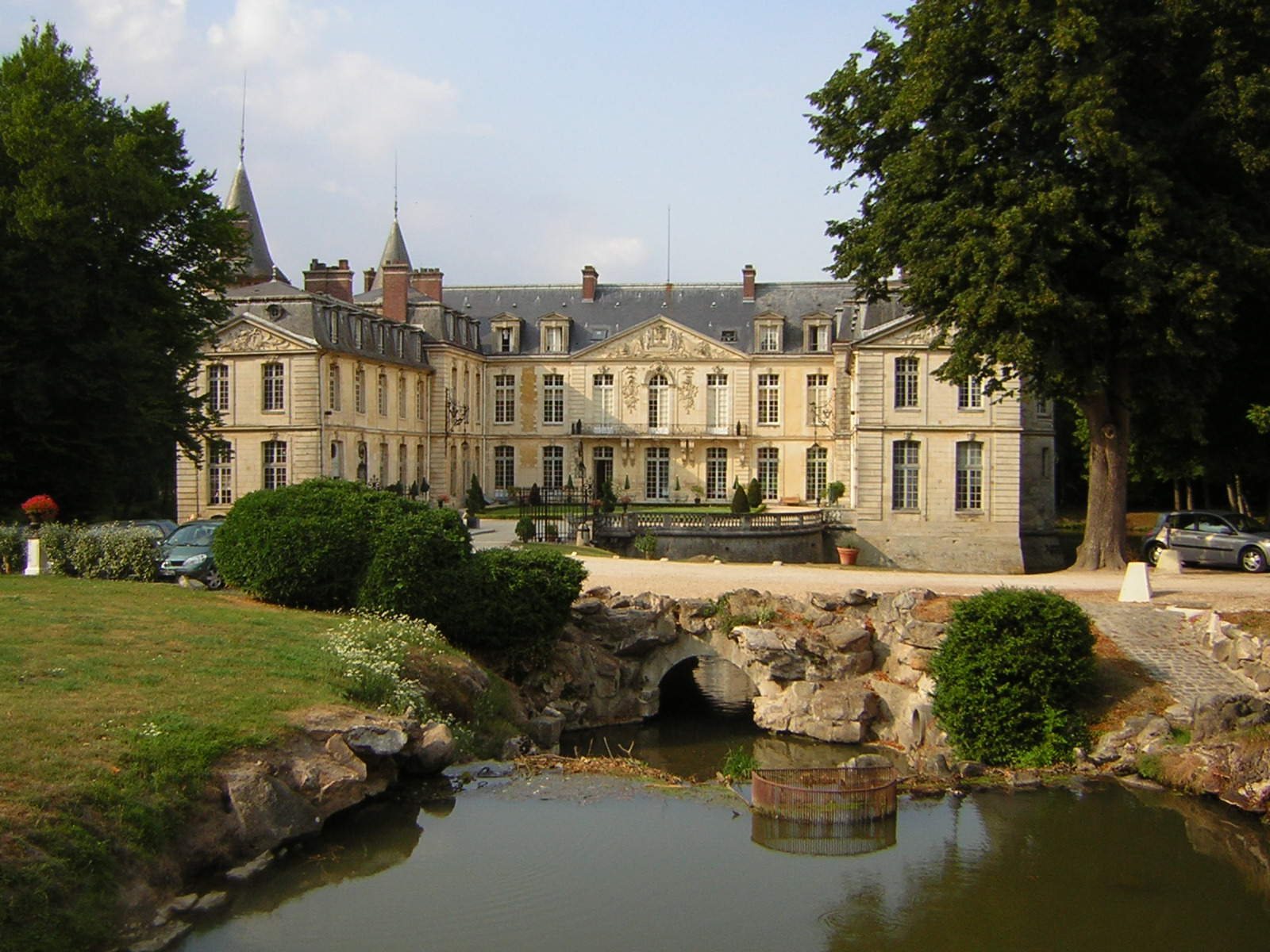
Schloss Ermenonville
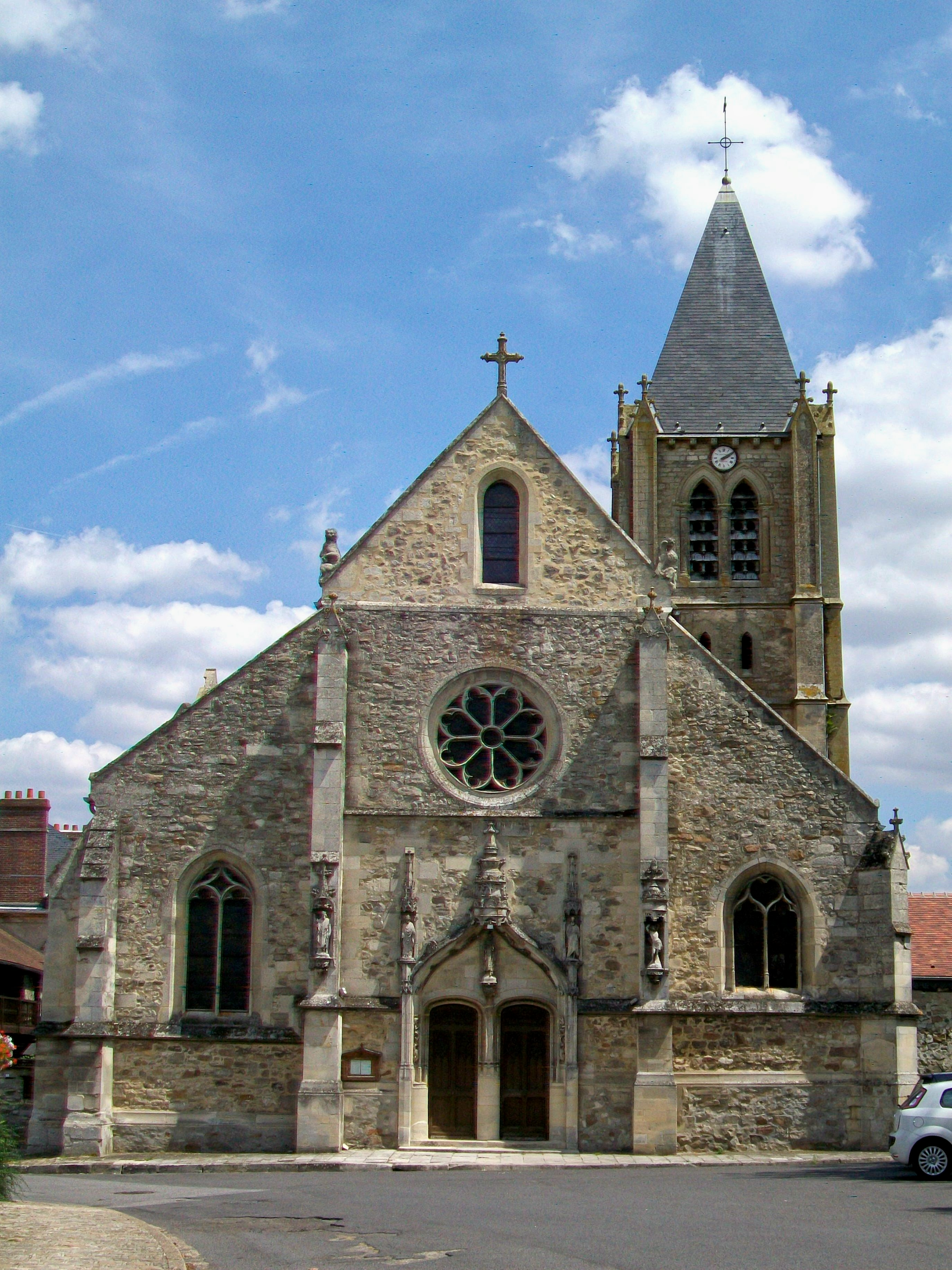
Kirche Saint-Martin
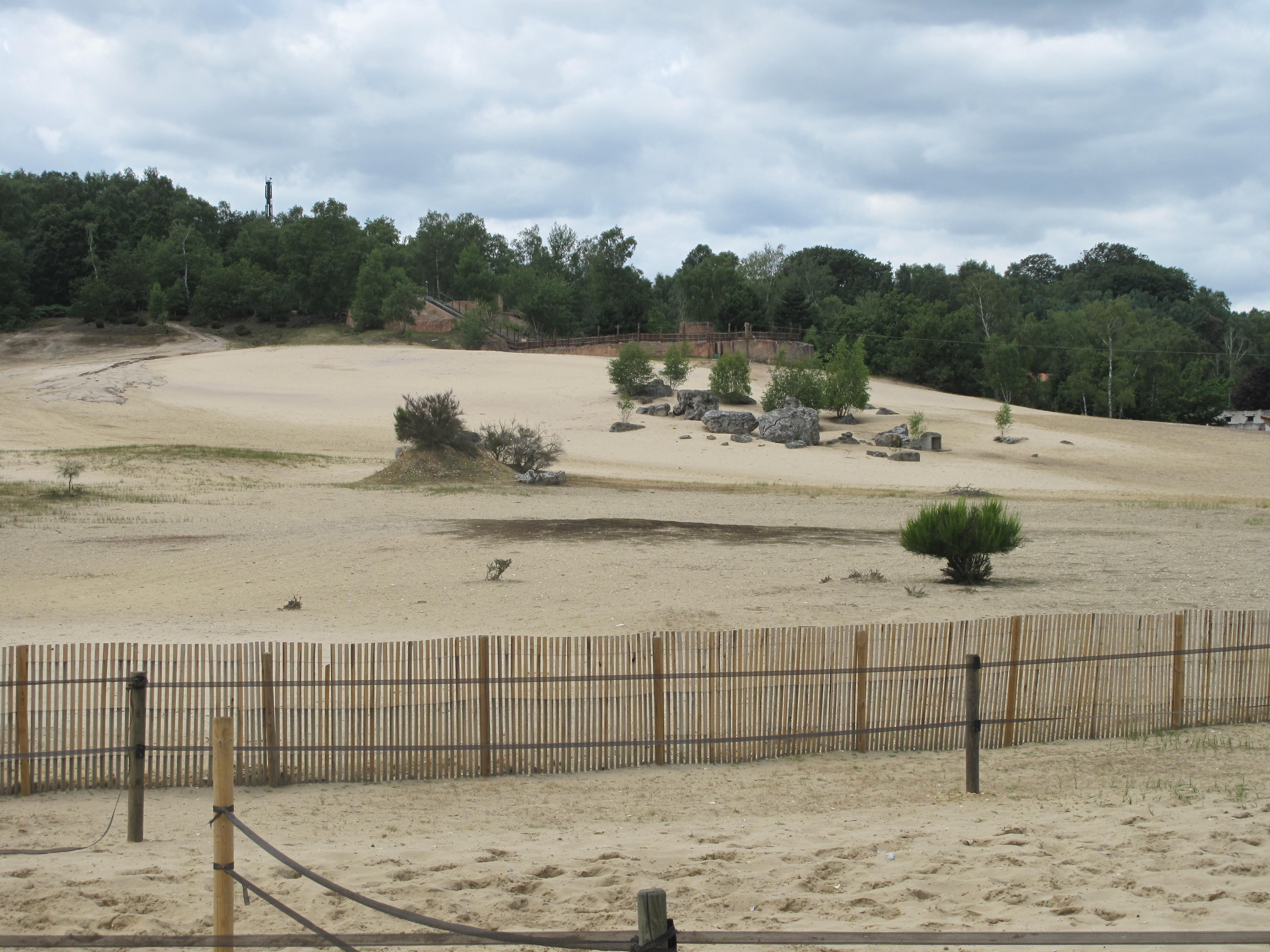
Binnendüne La Mer de Sable

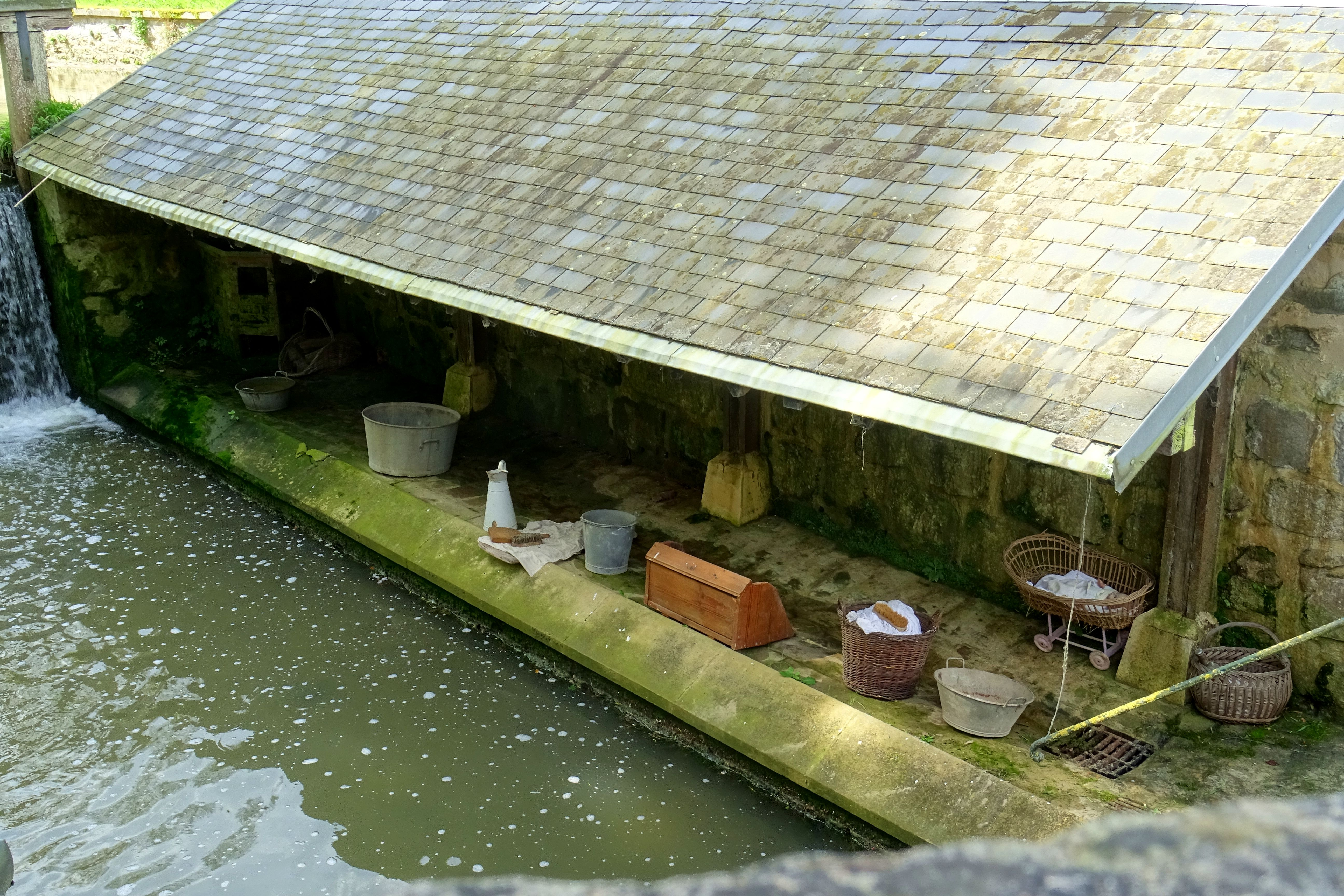
Lavoir
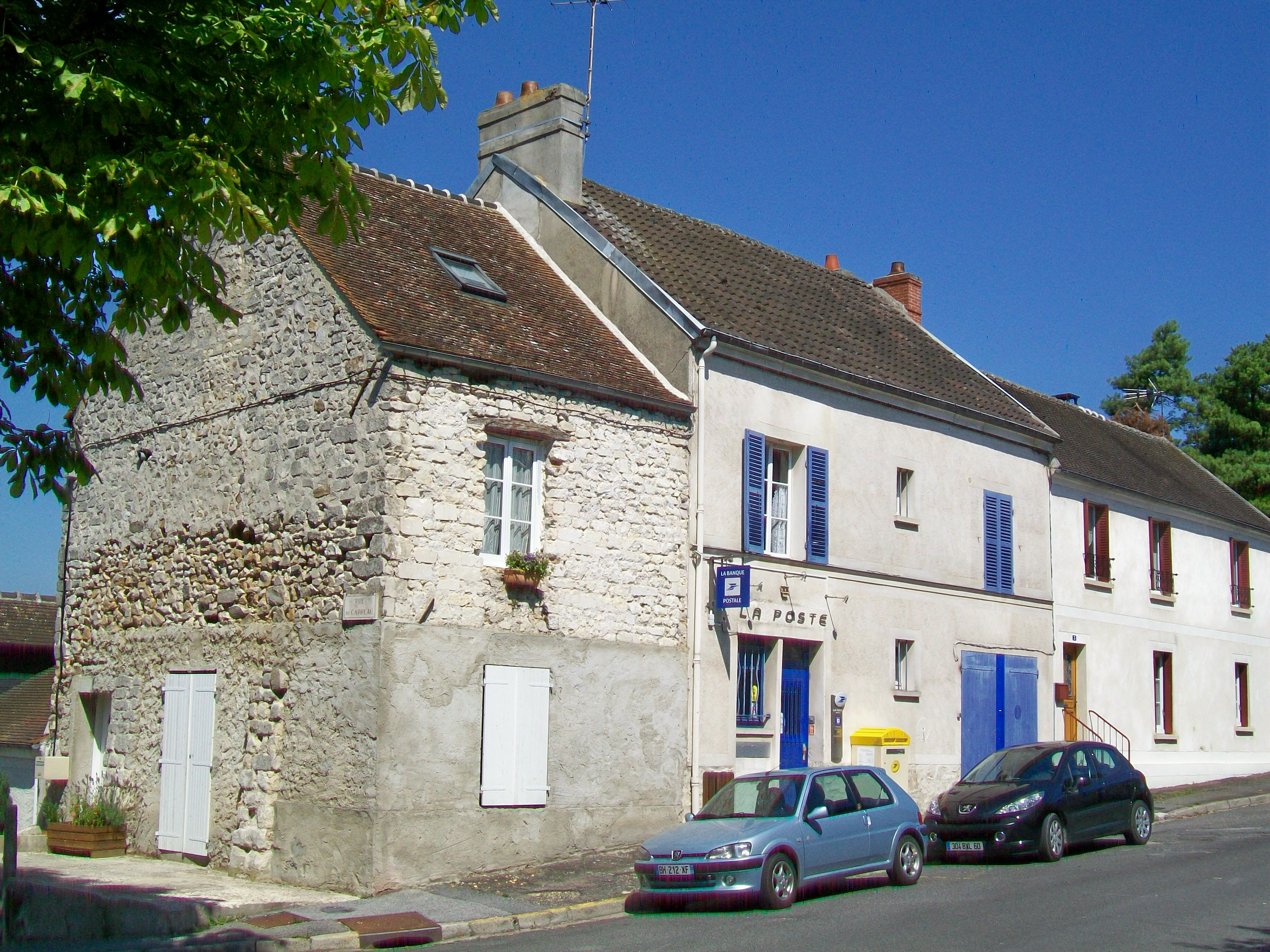
Postamt
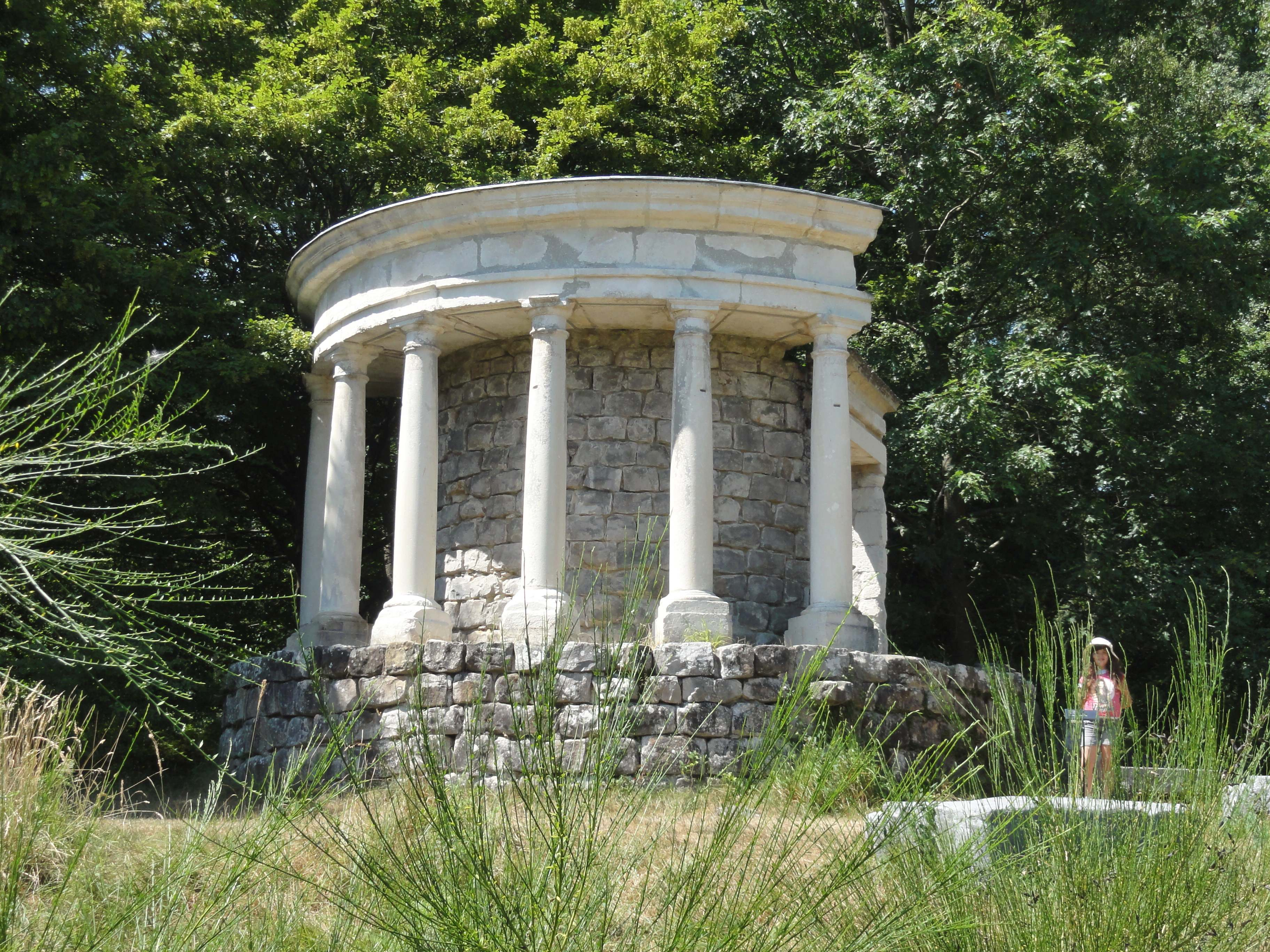
Philosophentempel
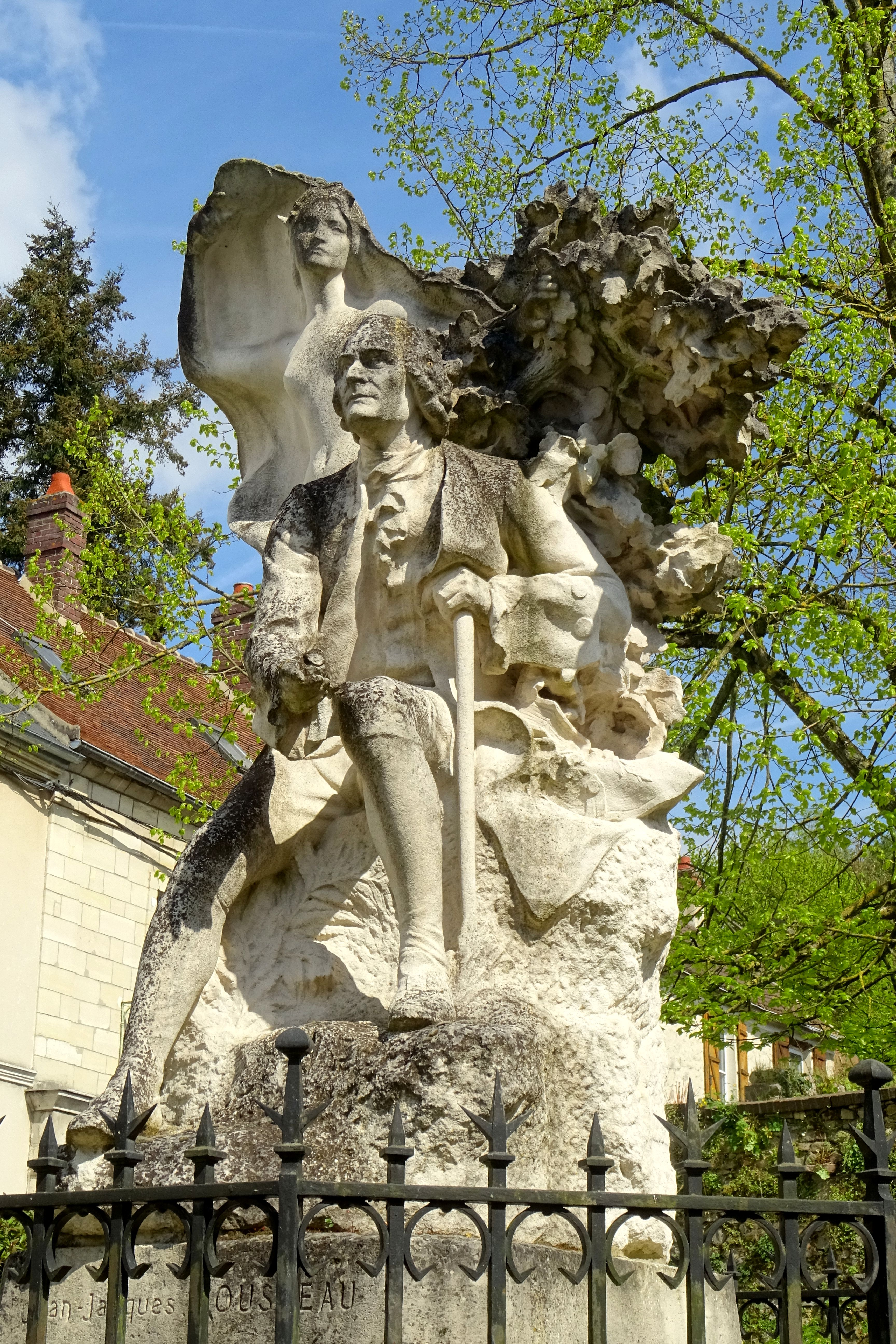
Rousseau-Statue
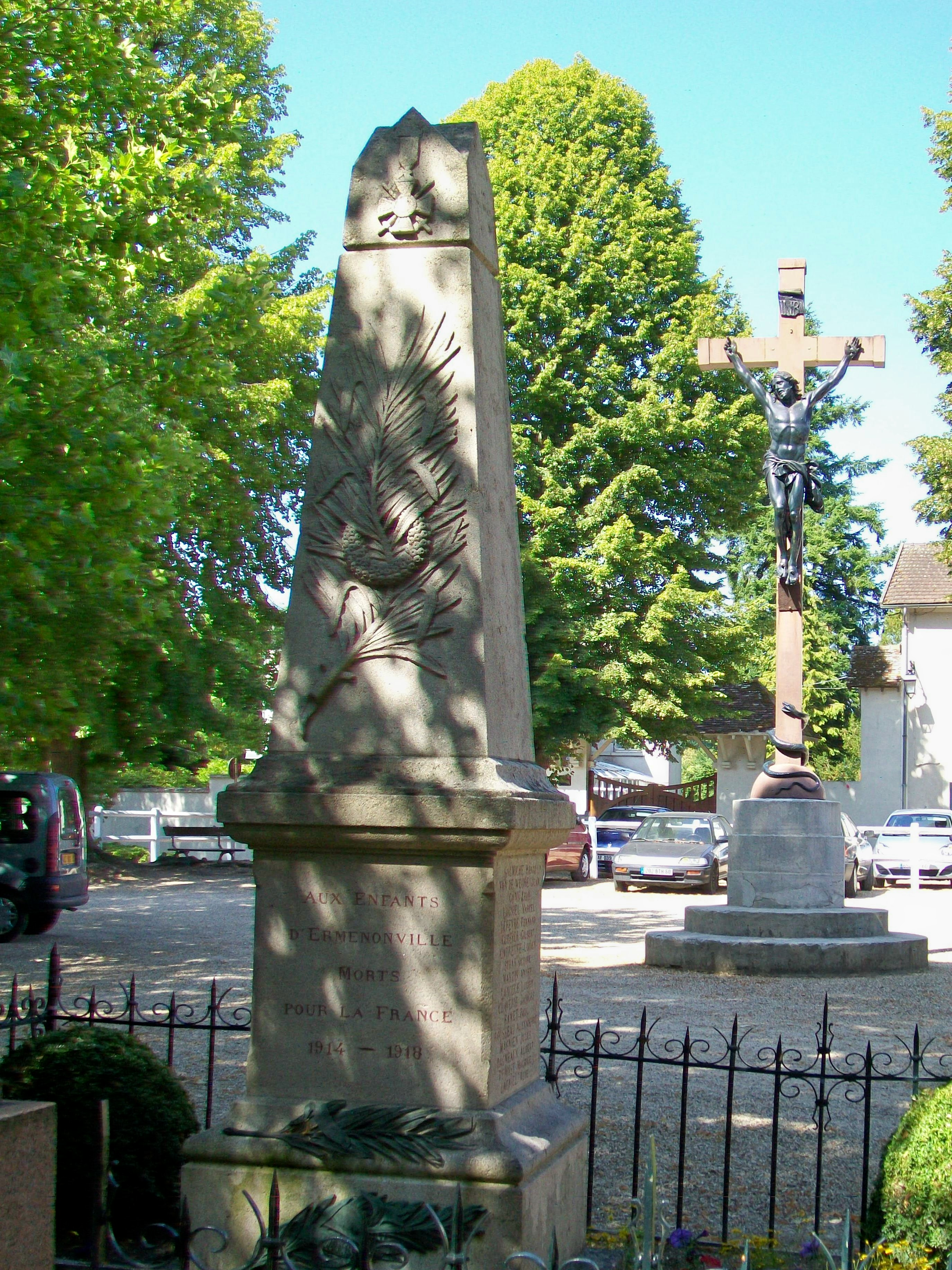
Gefallenendenkmal

## Flugzeugabsturz
Bekannt wurde Ermenonville, als am 3. März 1974 der Turkish-Airlines-Flug 981 auf dem Weg von Paris nach London im Wald bei Ermenonville abstürzte. Alle 346 Insassen kamen dabei ums Leben. Es war bis dahin das schlimmste Flugzeugunglück in der Geschichte der Luftfahrt.